# Johnny Gray (Saxophonist)
Johnny Gray (auch Johnnie Gray; * 15. Mai 1920 in Coventry; † 17. Juni 2014) war ein britischer Jazzmusiker (Saxophone, Gitarre).

## Leben und Werk
Gray lernte zunächst das Klavierspiel und besuchte die Bablake School, wo er Tenorsaxophon lernte. Er absolvierte eine Ausbildung zum Kfz-Mechaniker, daneben spielte er in verschiedenen lokalen Jazzbands, bei Arthur Howe (1941), Billy Monk (1942), Harry Parry (1943), Johnny Claes und von 1943 bis Anfang 1945 bei Lou Preager. Danach wechselte er zum Quartett von George Shearing (1945), arbeitete dann bei Harry Hayes und ab September 1945 bis Oktober 1949 bei Ted Heath, mit dem erste Aufnahmen entstanden („East of the Sun“, Decca, 1945). Daneben arbeitete er bei Kenny Baker, Bert Ambrose, Robert Farnon und Lou Preager (1949), Frank Weir (1949/50) und bis 1951 bei Sydney Lipton.
In den 1950er-Jahren arbeitete Gray erneut bei Ambrose und als freischaffender Musiker; seit den 1960er-Jahren leitete er eigene Formationen, hatte Club-Engagements und spielte auf dem Kreuzfahrtschiff Queen Mary. Im Bereich des Jazz war er zwischen 1945 und 1963 an 52 Aufnahmesessions beteiligt. In späteren Jahren war er als Sessionmusiker beschäftigt; u. a. arbeitete er mit The Beatles (Sgt. Pepper’s Lonely Hearts Club Band, 1967), Dave Dee, Barry Ryan, Frank Sinatra und Dusty Springfield. 1967 erschien die Easy-Listening-LP Reg Tilsley Orchestra Featuring the Saxophones of Johnnie Gray – Full House Saxes!; außerdem legte er unter eigenem Namen das Album Sax-Cess (Philips) vor. Bis in die 1980er Jahre leitete er eigene Bands. Seinen Ruhestand verbrachte er in Telscombe Cliffs, Sussex.